# Parakiefferiella tusimowexeus
Parakiefferiella tusimowexeus är en tvåvingeart som beskrevs av Sasa och Suzuki 1999. Parakiefferiella tusimowexeus ingår i släktet Parakiefferiella och familjen fjädermyggor. Inga underarter finns listade i Catalogue of Life.